# شریف‌آباد (پاریز)
شریف‌آباد روستایی در دهستان سعادت آباد بخش پاریز شهرستان سیرجان استان کرمان ایران است.

## جمعیت
بر پایه سرشماری عمومی نفوس و مسکن در سال ۱۳۹۵ جمعیت این مکان ۵۷ نفر (۱۷خانوار) بوده‌است.